# Taastrup Idræts Center
Taastrup Idrætscenter er et idrætsanlæg beliggende i Taastrup i Høje-Taastrup Kommune. Centeret, som ligger på 3 forskellige lokationer, består af både indendørs såvel som udendørs faciliteter. Der er en 3 haller, flere sportssale, fitnesscenter, 24 fodboldbaner, 14 tennisbaner (heraf 2 indendørs) samt minigolfbane.
Idrætscenteret drives som en selvejende institution.

## Faciliteter
TIC består af følgende:
- Taastrup Idræts Haller
- Taastrup Idrætspark
- Nyhøj Idrætsanlæg
- Blåkilde tennisbaner

Taastrup Idræts Haller består af:
- 3 haller
- 2 sale
- 2 indendørs tennisbaner
- Fitness
- Cafe og restaurant
- Mødelokaler

Taastrup Idrætspark består af:
- 6 fodboldbaner hvoraf 1 er grus
- 9 tennisbaner
- 1 minigolf bane (åbner 2018)

Idrætsparken er hjemmebane for fodboldklubben TFC Taastrup Fodbold Club.
Nybolig Park (Nyhøj Idrætsanlæg) er beliggende Sydskellet 1 i Taastrup og består af:
- 15 fodboldbaner, heraf 1 kunstgræs

Blåkilde Idrætsanlæg består af:
- 3 tennisbaner

## Ledelse
TIC har en bestyrelse bestående af 9 medlemmer, hvor de 7 medlemmer vælges for en 2 årig periode af de idrætsforeninger som anvender idrætscentret mens de 2 sidste vælges af kommunalbestyrelsen for en 4 års periode.